# Kelur, Mundargi
Kelur là một làng thuộc tehsil Mundargi, huyện Gadag, bang Karnataka, Ấn Độ.